# Célestin Alfred Cogniaux
Célestin Alfred Cogniaux (a veces aparece como Alfred Célestin Cogniaux) ( 7 de abril de 1841 - 15 de abril de 1916) fue un botánico belga.
En 1916, su enorme y privado herbario fue adquirido por el Jardín Botánico Nacional de Bélgica.

## Publicaciones parciales

### Libros
- Linden, L., Cogniaux, A. & Grignan, G. 1894. Les orchidées exotiques et leur culture en Europe. (1019 pp. Bruselas; Paris; casa del autor. Octave Doin
- Cogniaux, A. & Goossens, A. 1907. Orchidées : dictionnaire iconographique ; 2 vol.(826 pl., 315 pp.), 1896 - 1907. Perthes en Gâtinais (Francia), Institut des Jardins. 1990 ISBN 2-908041-01-4
- De Saldanha da Gama, J., Cogniaux, A. 1887. Bouquet de Mélastomacées brésiliennes dédiées a Sa Majesté Dom Pedro II empereur du Brésil. A. Remacle, 1887 VerviersBotánicos
- Cogniaux, A. 1891. Melastomaceae. G. Masson, París
- Cogniaux, A., Harms, H. 1924. Cucurbitaceae-Cucurbiteae-Cucumerinae (2 vols.) W. Engelmann, Leipzig

## Honores
- Además de otros vegetales, el género botánico de orquídeas Neocogniauxia fue nombrado en su honor por F.R. Schlechter (1872-1925)

- La abreviatura «Cogn.» se emplea para indicar a Célestin Alfred Cogniaux como autoridad en la descripción y clasificación científica de los vegetales.[1]